# Peace or Love
Peace or Love è il quarto album ufficiale del duo norvegese Kings of Convenience. L'album è uscito il 18 giugno 2021, ben 12 anni dopo il precedente Declaration of Dependence.

## Tracce
1. Rumours – 4:08 (Erlend Øye, Eirik Glambek Boe)
2. Rocky Trail – 3:30 (Erlend Øye, Eirik Glambek Boe)
3. Comb My Hair – 3:15 (Erlend Øye, Eirik Glambek Boe)
4. Angel – 3:16 (Erlend Øye, Eirik Glambek Boe)
5. Love Is a Lonely Thing (feat. Feist) – 2:44 (Erlend Øye, Eirik Glambek Boe, Leslie Feist, Stefano Ortisi)
6. Fever – 3:56 (Eirik Glambek Boe, Erlend Øye, Tobias Hett)
7. Killers – 3:54 (Erlend Øye, Eirik Glambek Boe)
8. Ask for Help – 4:04 (Erlend Øye)
9. Catholic Country (feat. Feist) – 3:01 (Erlend Øye, Eirik Glambek Boe, Davide Bertolini, Camilla Staveley-Taylor, Emily Staveley-Taylor, Jessica Staveley-Taylor)
10. Song About It – 3:05 (Eirik Glambek Boe, Erlend Øye)
11. Washing Machine – 2:38 (Eirik Glambek Boe, Erlend Øye)

## Formazione
- Erlend Øye - chitarra acustica con corde di metallo, pianoforte, seconda voce, falsetto
- Eirik Glambek Bøe - voce principale, chitarra acustica con corde di nylon, pianoforte
- Feist - voce
- Davide Bertolini - basso e contrabbasso
- Alexander Grieg - basso
- Tobias Hett - viola
- Alexander von Mehren - basso